# L'educazione sentimentale (film)
L'educazione sentimentale (L'éducation sentimentale) è un film del 1962 diretto da Alexandre Astruc.
Il film, ambientato ai nostri giorni, è tratto liberamente dal romanzo di Gustave Flaubert e ha per protagonista Jean-Claude Brialy.

## Trama
Frédéric è un timido studente della provincia francese innamorato di Anna, una giovane signora dal matrimonio infelice. Il marito Didier infatti la tradisce con Barbara, una modella svedese.
La cugina di Frédéric, Caterina, cerca di distogliere l'attenzione del cugino da Anna, riuscendo a farlo diventare l'amante proprio di Barbara. Ma Anna non riesce a uscirgli di testa e qualche tempo dopo il giovane, dichiarandole il suo amore, riesce a strapparle la promessa di andare a vivere insieme non prima però che Anna comunichi la decisione al marito, assente temporaneamente per un viaggio di affari.
Mentre Frédéric lascia gli studi e si cerca un lavoro, Anna accoglie a casa il marito, in grave crisi causa il lavoro: l'uomo cerca conforto da lei e la donna non trova il coraggio per annunciargli la sua decisione: rinuncia all'amante e al divorzio, decidendo di difendere il proprio matrimonio.